# Editorial Trotta
L'Editorial Trotta és una editorial espanyola amb seu a Madrid que inicià la seva activitat l'octubre de 1990. La seva proposta editorial està centrada en la difusió de llibres cientificotècnics en el camp de les ciències socials, amb un marcat caràcter interdisciplinari i atenent de manera especial les darreres recerques.
L'Editorial Trotta nasqué amb el propòsit inicial d'atendre un programa especialitzat en llibres d'assaig. Posteriorment, el seu catàleg es va anar obrint amb noves col·leccions orientades cap a la literatura de creació i la poesia.